# Eilema depressum
Eilema depressum là một loài bướm đêm thuộc phân họ Arctiinae, họ Erebidae.